# Lennart Lajboschitz
Lennart Bent Lajboschitz (født 13. august 1959) er en dansk iværksætter og erhvervsleder, der sammen med sin familie skabte butikskæden Tiger. I 2012 solgte han 70 % af kæden og overskuddet ved den handel har han bl.a. brugt til at købe Absalons Kirke på Vesterbro I København, som han har ladet indrette til Folkehuset Absalon.
Med den fra Tiger-salget frigjorte kapital har Lajboschitz desuden købt to hoteller i Hornbæk, Hornbækhus og Villa Strand samt i 2015 Søkvæsthuset på Christianshavn.